# Vedalken
Vedalken – rasa zamieszkująca dwa plany w historii gry karcianej Magic: the Gathering. Są to niebieskoskórzy, pozbawieni emocji ludzie. Istnieją dwa ich gatunki :
- Vedalken z Argentum (później Mirrodin)

Na Mirrodinie, powstała mgła, która przyspieszała ewolucję i mutacje. Ta mgła doprowadziła do powstania rasy vedalkenów z 4 rękami i skrzelami do oddychania pod wodą. Niedługo po tym ta odmiana stała się normą. Ci vedalkeni różnią się bardzo od ich kuzynów z Ravnici. Na tym planie z kolei eksperymenty gildii Simic doprowadziły do powstania podobnych gatunków vedalkenów.
- Vedalken z Ravnici

Vedalkeni z Ravnici najczęściej pojawiają się w gildiach Simic i Azorius. Wyglądają podobnie do ludzi, ale mają niebieską skórę i nie okazują emocji. Chociaż ich budowa fizyczna różni się od tych z Argentum (Mirrodina), to eksperymenty naukowców z gildii Simic przyniosły podobne rezultaty.